# 中国外商投资企业协会
中国外商投资企业协会是中华人民共和国外商投资企业以及香港、澳门、台湾同胞和海外侨胞投资企业等组成的非营利性社会团体，1987年11月成立于北京市，由中华人民共和国商务部主管。